# Dudo
Dudo is een klassiek Zuid-Amerikaans dobbelspel voor 2 tot 6 spelers. Bieden, gokken en bluffen vormen de belangrijkste onderdelen van dit spel, maar er is ook (zoals bij elk dobbelspel) een geluksfactor. Dudo lijkt veel op Perudo, uitgegeven door Piatnik, maar Perudo heeft soepelere spelregels.

## Doel van het spel
Dudo is een spel van bieden, bluffen en geluk. Spelers bekijken hun eigen stenen maar houden deze verborgen voor de andere spelers en doen om de beurt een bod. Hierbij wordt geraden hoeveel stenen van hetzelfde aantal ogen er in totaal onder de bekers zitten. Bij elke beurt moet diegene die aan de beurt is het bod verhogen tot het moment dat er een onrealistisch hoog bod gedaan wordt. Op dat moment mag men het bod aannemen of in twijfel trekken. Bij twijfel gaan alle bekers omhoog en wordt er geteld. Degene die ongelijk had verliest een steen.

De winnaar is degene die als laatste een of meerdere stenen over heeft.

## Speelmateriaal en karakteristieken
Aantal spelers: 2-6

Spelduur: ong. 20-30 min. / ronde (afhankelijk van aantal spelers en denktijd)

Spelersleeftijd: vanaf 8 jaar

Benodigdheden: 30 dobbelstenen in 6 verschillende kleuren, 6 dobbelbekers en een stoffen zakje om de verloren stenen (onzichtbaar) in te verzamelen en het spel in op te bergen.

## Voorbereiding
Bij aanvang van het spel ontvangt iedere speler een dobbelbeker en een set van 5 stenen, alles van dezelfde unieke kleur.

## Het spelverloop
Om vast te stellen wie het spel begint, wordt gelijktijdig door iedereen één dobbelsteen geworpen. De hoogste begint. De speelrichting is met de klok mee.

Alle spelers schudden tegelijk hun beker en zetten deze omgekeerd op tafel met de stenen eronder. Alle spelers kijken afgeschermd van de anderen nu naar de eigen stenen. De steenwaarde 1, stelt hierbij een joker voor. (bij een officieel aangeschaft Perudo spel is deze 1 vervangen voor een jokerteken).
De stenen worden bij de volgende ronde pas opnieuw geschud en blijven voorlopig onder de bekers.

### Eerste speler
De eerste speler doet een bod. Dit bod is gebaseerd op het resultaat van de eigen worp en de wetenschap van het totaal aantal stenen in het spel (bij aanvang nog: het aantal spelers x 5). Er wordt nu een gok gedaan van het totaal aantal stenen van één bepaalde waarde naar keuze.

Bijvoorbeeld door te zeggen: “ik denk dat er in totaal minimaal 5 stenen liggen met een 2 (men zegt dan voor het gemak: “vijf tweeën”). Houdt hierbij de volgende zaken in gedachte:
1. Het totaal aantal stenen in het spel. Dit wordt moeilijker te onthouden omdat spelers gaandeweg stenen verliezen.
2. Jokers gelden voor elke waarde. (Je mag het spel niet opzetten met een joker-bod.)

### Volgende speler
De volgende speler heeft nu twee opties:
1. Het bod te accepteren en een volgend bod uit brengen dat hoger is
2. Het bod van de vorige speler in twijfel te trekken door uit te roepen: “Dudo” (ik twijfel), maar “ik geloof er niets van” of iets van die strekking mag natuurlijk ook.

#### Een hoger bod doen
Een hoger bod is een van de volgende:
- Hetzelfde aantal stenen maar van een hogere steenwaarde
- Dezelfde steenwaarde maar een hoger aantal stenen
- Meer dan de helft van het aantal stenen van het vorige bod aan jokers

Stel de vorige speler heeft geboden: acht vieren (8 stenen met de waarde 4), dan dient minimaal verhoogt te worden met een van de volgende mogelijkheden:
- Acht vijven (hetzelfde aantal stenen met een hogere waarde)
- Negen vieren (meer stenen van dezelfde waarde)
- Vijf Jokers (meer dan de helft van het vorige bod aan jokers)

#### “Dudo” (ik twijfel)
Zodra een speler die een bod aangeboden krijgt en meent dat dit bod onwaarschijnlijk is, roept deze “Dudo”. Dit biedt de gelegenheid om te ontdekken of de vorige speler bluft, in plaats van gedwongen worden zelf nog een hoger bod te moeten doen. Alle spelers lichten nu hun beker op en er wordt geteld.
Als het bod er toch ligt (of eventueel nog meer) dan verliest de uitdager die Dudo riep een steen. Ligt het bod er niet dan verliest de bieder een steen.

Stenen worden verzameld op een plek waar niemand ze kan zien. Spelers moeten dus onthouden hoeveel stenen er in het spel zijn.

### Spelvervolg
De speler die het laatst een steen heeft verloren, begint met de volgende ronde.

### Het joker-bod
Zodra een joker-bod gedaan is, dient de volgende speler een van de volgende beslissingen te nemen:
- Deze trekt het bod in twijfel
- Doet een hoger joker-bod
- Keert terug naar een normaal bod. Hierbij mag overgeschakeld worden naar elke gewenste steenwaarde, ook als deze lager is dan de laatste waarde vóór het joker-bod. Maar het aantal stenen moet minimaal meer zijn dan het dubbele van het joker-bod. Een joker-bod van 8 jokers moet dus opgevolgd worden door minimaal 17 stenen van een willekeurige waarde.

### Calza
Dit is een optionele regel voor geoefende spelers. Zodra een bod gedaan wordt waarvan een van de spelers denkt dat het gebodene er exact ligt (dus niet meer en niet minder) roept deze “Calza”. Calza is Spaans voor “wig”, er wordt als het ware een wig geslagen in het spelverloop. Iedereen licht de beker op en er wordt geteld. Als het juist is dan krijgt deze speler een verloren steen terug. In het andere geval verliest hij een steen. Het heeft om deze reden ook geen zin om “Calza” te roepen zolang de speler in kwestie nog geen stenen verloren heeft.

### Palifico (de laatste steen)
Zodra iemand zijn voorlaatste steen verliest en dus voor het eerst nog maar één steen heeft, meldt deze dit. Er gaan nu tijdelijk andere regels gelden. Om te beginnen zet deze speler het spel op. Jokers hebben niet elke willekeurige waarde meer, maar tellen als het getal 1. Andere spelers mogen niet overschakelen naar een andere steenwaarde, dat mogen alleen spelers die nog één steen over hebben. Elk opvolgend bod moet dus een hoger aantal stenen zijn van de steenwaarde die de “één steen”-speler heeft geboden.
Let op: als de “Palifico”-speler de ronde overleeft, vervolgt het spel op de normale manier, tenzij nu een andere speler "Palifico" heeft.

## Referentie
- Compendia Traditional Games